# Paul Staub
Pour les articles homonymes, voir Staub.
Paul Staub, né à une date inconnue et mort à une date inconnue, est un rameur suisse. Il participe aux Jeux olympiques d'été de 1920 à Anvers où il remporte la médaille d'or dans l'épreuve du quatre barré.

## Palmarès

### Jeux olympiques d'été
- Jeux olympiques de 1920 à Anvers (Belgique).
  -  Médaille d'or en quatre barré

### Championnats d'Europe d'aviron
- Championnats d'Europe d'aviron 1920 à Mâcon (France).
  -  Médaille d'or en quatre barré
  -  Médaille d'or en huit